# Cowasuck
Els cowasuck, també coneguts com cowass, son una tribu nativa nord-americana de parla algonquina al nord-est d'Amèrica del Nord i el nom del seu assentament principal. El nom cowasuck prové de la paraula abenaki Goasek que significa "lloc de pins blancs", una zona propera al lloc anomenat Newbury a Vermont. Els membres de la tribu s'anomenen goasiak (singular: goasi), que significa "la gent dels pins blancs".
Les variants ortogràfiques del topònim inclouen koés en francès i cohass, cohoss o coos en anglès, i un endònim alternatiu és cohassiac. El comtat de Coös, el comtat més al nord de New Hampshire, deriva del mot wôbanakiak.
Lingüísticament i culturalment els cowasuck pertanyen a l'abenaki occidentals i a la Confederació Wabanaki. Són abenaki occidentals que viuen al poble de Cowass i als voltants, que es va convertir en Newbury, Vermont.

## Territori
Els cowasuck residien antigament a la part superior del riu Connecticut, amb el poble principal de Cowasuck, avui dia Newbury, situat als estats de New Hampshire i Vermont. El bosc de la vall fluvial era poblat per una barreja d'arbres caducifolis, Tsuga i Pinus strobus, que creixien en sòls lleugers o antics camps. Els pobles s'instal·laven normalment a la vora d'un penya-segat o terrasses, prop de les terres al·luvials aptes per al cultiu del blat de moro, i amb rius propers amb suficient subministrament d'aigua Tots els pobles estaven a prop d'un riu o llac, que servia per a la pesca i com a ruta de viatge. Les seves wigwams eren rectangulars, cobertes d'escorça, tenien sostres amb volta amb un forat com a conducte per a cada foc i tenien espai per a diverses famílies.
N'dakinna, "pàtria" a l'abenaki occidental, té una importància central per al poble abenaki cowasuck.
Els pobles indígenes vivien al llarg del Kwenitekw (riu Connecticut / riu llarg) i els seus afluents, al llarg del que avui es coneix com les zones frontereres centrals de Vermont i New Hampshire.

## Segle XVI
Hi ha escrits en documents colonials del segle XVII que els esmenten. La presència tribal del bosc del nord-est d'aquesta regió va existir molt abans de l'assentament europeu, com ho demostra un poble indígena de gairebé 13.000 anys d'antiguitat trobat a Keene (Nou Hampshire) que demostra que els paleoindis estaven a la regió des de finals de la darrera edat de gel.

## Segle XVII
Els colons francesos escrigueren els primers relats sobre els abenaki occidentals, però els escrits francesos sobretot consistien a fer proselitisme i lluitar contra els anglesos. No obstant això, la pràctica francesa d'anomenar els cowasuck amb el nom de Penacook, provocà malentesos en els seus informes. No obstant això, no s'esmenta en cap altra font autoritzada sobre els penacook. Les tribus dels abenakis occidentals rebien el nom de cada grup individual. Sembla que els cowasuck i els pennacook eren grups diferents.
Els primers sacerdots francesos de l'orde jesuïta arribaren a Nova França cap al 1611. A diferència dels puritans de capa grisa de Nova Anglaterra, els jesuïtes no intentaren assimilar els nadius a la societat francesa. D'acord a la història oral dels abenaquis es creu que els missioners francesos eren actius des de 1615 als pobles abenakis a la vora del llac Champlain.
Els pares jesuïtes sovint actuaren com a agents militars i polítics de la corona francesa i com a servidors de Déu. Viatjant sols per terra indígena, visitaren els pobles dels abenakis i participaren en la vida dels indígenes. Alguns d'aquests, com el pare Sébastien Rale, es convertiren en íntims coneixedors de la cultura nativa americana. Confeccionaren un ampli diccionari de la llengua abenaki.
Els missioners aprengueren la llengua dels nadius americans, adoptant el seu estil de parla i intentaren, en la mesura del possible, seguir els seus costums i maneres. No tenien cap interès en la terra abenaki, en les seves dones ni en el comerç de pells. La seva pobresa i devoció eren respectades i el seu coratge, així com la seva aparent immunitat davant les malalties a les quals s'enfrontaven els curanderos de les comunitats, van ser admirats pels indígenes. Compartiren la vida dels pobles indígenes i guanyant-se la seva confiança, tot i que la seva vocació missionera els exigia la renuncia a la cultura nativa americana, al desempoderament dels líders religiosos autòctons i a la revolució espiritual i social. Els missioners eren els advocats dels abenakis i els van ajudar a superar millor les diferències entre les cultures natives americanes i europees. Alguns cops també representaven els abenakis en les negociacions amb els anglesos. Homes com Sébastien Rale es van convertir en figures centrals de la història abenaki. Aviat els abenakis obtingueren fama de ser els catòlics més pietosos i d'estar entre els amics nadius americans més lleials de Nova França.

## Segle XVIII
El cowasuck eren uns tres centenars a principis del segle XVIII, però aquestes xifres inclouen diferents grups que passaven per la zona de Cowass, una zona important que connecta Canadà i la costa dels Estats Units. El 1704 els cowasucks enviaren representants per a reunir-se amb el governador general de Nova França, Philippe de Rigaud, marquès de Vaudreuil, al Quebec. Aquest suggerí que es traslladessin al nord fins al Quebec per tal d'evitar als anglesos; tanmateix, declinaren aquesta oferta. En aquell moment els mohegan s'ajuntaren amb els residents de Cowass. Els cowasucks probablement fugiren a una zona remota. El 1712 Cowass va quedar desert i els mapes francesos de 1713 i 1715 etiquetaren Cowass com "Koēs, ancien village des loups" i probablement més tard fou reocupat. En aquell moment els mohegan s'ajuntaren amb els residents de Cowass.
L'època va estar marcada per la guerra, inclosa la guerra franco-índia de 1754 a 1763, en la qual els abenakis es posicionaren a favor dels francesos, i la Guerra Revolucionària. Mentre que molts abenakis occidentals van intentar mantenir-se neutrals durant la Guerra Revolucionària, d'altres es van unir a ambdós bàndols. L'historiador Colin G. Calloway va escriure: "Tradicionalment, l'últim quart del segle XVIII és el moment en què l'últim abenaki occidental va desaparèixer de Vermont i New Hampshire, quan els pocs supervivents finalment van arrencar les seves arrels i van seguir els seus parents fins al Canadà". No obstant això, assenyala que alguns romangueren a Vermont durant la Guerra Revolucionària.
El 1798 la majoria de cowasuck s'havien unit als odanak (St. Francis Abenaki) al Quebec, mentre caçaven i pescaven als seus territoris anteriors a New Hampshire.

## Segle XIX
Joseph Laurent, un cap abenaki (sôgmô) d'Odanak, Quebec, es traslladà a Intervale, New Hampshire a finals del segle XIX, obrint-hi un post de comerç indi i es va convertir en el director local de correus. Aquest antic lloc comercial avui dia és un lloc històric dels Estats Units. Laurent també escrigué un diccionari de diàlegs anglès - abenaki.

## Tribus i grups patrimonials reconeguts per l'estat
Vermont ha designat quatre tribus reconegudes per l'estat, totes identificades com a abenaki, i dues identificades específicament com a descendents del poble cowasuck. Vermont reconegué la Banda Nulhegan de la Nació Abenaki Coosuk el 2011 i la Tribu Abenaki Koasek Koas el 2012.
New Hampshire té la New Hampshire State Commission on Native American Affairs (Comissió Estatal de New Hampshire per a Afers Natius Americans) però no hi ha tribus reconegudes per l'estat.
A Vermont i New Hampshire hi ha actives diverses organitzacions identificades com a tribus natives americanes, s'identifiquen com a cowasuck; tanmateix, les seves pretensions d'ascendència abenaki resta en disputa. Un grup NH i el seu (sôgmô) requereixen una prova de llinatge natiu.
Una organització no reconeguda, la Cowasuck Band-Abenaki People de Franklin (Massachusetts), envià una carta per a demanar el reconeixement federal com a tribu nativa americana l'any 1995 però no s'ha donat resposta a la petició. La Banda Tradicional Ko'asek (Co'wasuck) de la Sovereign Abenaki Nation, un grup de patrimoni cultural amb 430 membres (2021), posseeix 10 hectàrees a Claremont que usen per a cerimònies.